# 美國對古巴的禁運
美國對古巴的禁運是指美国政府出台措施阻止美國企业和在美国有經營業務的外国企业与古巴公司和個人进行贸易，是现代历史上最持久的經濟制裁。1958年3月14日，當時古巴還是富尔亨西奥·巴蒂斯塔執政期间，美国首次禁止美國企業和個人向古巴出售武器。古巴革命近两年后的1960年10月19日，在古巴菲德尔·卡斯特罗當局沒收美国在古巴的炼油厂後，美国再次对古巴实施貿易禁运，不過禁運內容不包括食品和药品。1962年2月7日，禁运范围扩大到了几乎所有物品。自2000年以来，禁运範圍再次將食品和人道主义物资排除在外。自1992年以來，聯合國大會每年都通過一項決議，要求美國終止對古巴的經濟禁運；美國和以色列是唯二對這些決議投反對票的國家。
在古巴，禁運被稱為「el bloqueo（封鎖）」。儘管自古巴導彈危機結束後就美國沒有對古巴進行海上封鎖，但美國威脅說，其他國家如果與古巴進行非食品貿易，美國將停止向他們提供財政援助。美國的行為遭到聯合國大會的強烈譴責，認為這是一種域外措施，指美國違反了「國家主權平等、不干涉內政以及貿易和航行自由的基本原則」。包括大赦國際、人權觀察和美洲人權委員會在內的人權組織也對禁運持批評態度。
截至2022年，美國對古巴的禁運所依據的國內法有1917年對敵貿易法、1961年对外援助法、1963年古巴资产管制条例、1992年古巴民主法案、1996年赫爾姆斯-伯頓法案以及2000年贸易制裁改革和出口促进法。1992年古巴民主法案提到，只要古巴政府拒绝尊重人权和走向民主化，美國就會维持对古巴的制裁。赫爾姆斯-伯頓法案則进一步限制美国公民在古巴經商或与古巴進行貿易往來，并限制美國公民向古巴政府提供公共或私人援助，除非古巴政府满足美國政府提出的某些要求。1999年，美國總統比尔·克林顿扩大对古巴贸易禁运，不允许美国公司的外国子公司与古巴进行贸易。2000年，克林顿授权美國公司和個人向古巴出售食品和人道主义物资。
2015年，拉丁美洲專家威廉·M·萊奧格蘭德（William M. LeoGrande）總結說，古巴禁運是史上最長、最全面的經濟制裁，「經濟封鎖從來沒有有效地實現其主要目的：那就是迫使古巴的革命政權下台或屈從於華盛頓的意願」。
2022年4月15日，美洲玻利瓦爾聯盟發表聲明批評，美国作为《國別人權報告》发布者，却对古巴实施长达60年的非法经济、金融和贸易封锁；特别是在2019冠狀病毒病全球疫情之下，美国仍不断实施单边主义制裁行为，严重侵犯其他国家人民的人权。

## 反應

### 聯合國
自1992年以來，聯合國大會每年都會通過一項決議，譴責美國對古巴的禁運，並宣布禁運違反《聯合國憲章》和國際法。以色列是唯一一個與美國一起投票反對該決議的國家。帛琉從2004年到2008年也跟隨美國的決定，但自2010年起便與美國前太平洋群島託管地的國家一起投棄票。
一般而言，聯合國大會會在每年第四季度會議的早期，為這個問題投票。唯一例外的是2020年，由於當年COVID-19大流行，因此沒有對此問題進行投票。2021年第七十五屆聯合國大會召開，並且連續第29年通過了要求美國結束對古巴的經濟封鎖的決議，當中184個國家投贊成票，美國和以色列投反對票，哥倫比亞、烏克蘭和巴西棄權。